# Admirals de Norfolk
Pour les articles homonymes, voir Admirals de Norfolk (homonymie).
Les Admirals de Norfolk sont une équipe professionnelle de hockey sur glace de l'ECHL. L'équipe est basée à Norfolk en Virginie.

## Histoire
L'équipe est créée en 2015 à la suite du déménagement des Condors de Bakersfield. Elle a pour but de remplacer l'ancienne équipe du même nom qui évoluait dans la Ligue américaine de hockey et qui a déménagé à San Diego pour devenir les Gulls.